# 데니스 차르구시
데니스 이고레비치 차르구시(러시아어: Дени́с И́горевич Царгу́ш, 러시아어 발음: [dɛˈnis t͡sʰɑrˈgʷɨʂ], 1987년 9월 1일~)는 러시아의 레슬링 선수, 지도자이다. 2012년 하계 올림픽에서 남자 자유형 웰터급 동메달을 획득했으며 세계 레슬링 선수권 대회에서 3회(2009, 2010, 2014), 유럽 레슬링 선수권 대회에서 3회(2010, 2011, 2012) 우승을 달성했다.